# Pejelagartero 1.ª Sección (El Filero)
Pejelagartero 1.ª Sección (El Filero) es una localidad del municipio de Huimanguillo ubicado en la subregión de la Chontalpa del estado mexicano de Tabasco.

## Geografía
La localidad de Pejelagartero 1.ª Sección (El Filero) se sitúa en las coordenadas geográficas 18°01′59″N 93°45′43″O / 18.033056, -93.761944, a una elevación de 12 metros sobre el nivel del mar.

## Demografía
Según el Conteo de Población y Vivienda 2020, efectuado por el Instituto Nacional de Estadística y Geografía, la localidad de Pejelagartero 1.ª Sección (El Filero) tiene 269 habitantes, de los cuales 136 son del sexo masculino y 133 del sexo femenino. Su tasa de fecundidad es de 3.14 hijos por mujer y tiene 80 viviendas particulares habitadas.
| Gráfica de evolución demográfica de Pejelagartero 1.ª Sección (El Filero) entre 1990 y 2020 |
|                                                                                             |
| INEGI.                                                                                      |